# 鈴木朋子
鈴木 朋子（すずき ともこ）は、日本の技術者。日立製作所技師長、日本学術会議会員。

## 人物・経歴
1992年東京農工大学大学院環境資源工学専攻修士課程修了、日立製作所入社、日立研究所入所。 2008年北海道大学大学院工学研究科博士課程修了、博士（工学）。同年日立環境財団環境賞受賞。2020年日立製作所研究開発グループ技師長。2023年日本学術会議会員。内閣府民間資金等活用事業推進委員会専門委員等も務めた。